# Christine Englerth

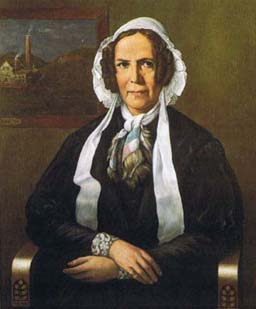
Christine Englerth

Christine Englerth, född 14 augusti 1767, död 4 maj 1838, var en tysk affärsidkare.  Hon drev kolgruvan Eschweiler Bergwerks-Verein, en av Aachens ledande kolgruvor, från 1814. 